# Love to Love You Baby (албум)
| Професионални рејтинг         | Професионални рејтинг |
| Резултати                     | Резултати             |
| Извор                         | Рејтинг               |
| ----------------------------- | --------------------- |
| AllMusic                      | [ 1 ]                 |
| Christgau's Record Guide      | B−                    |
| The Rolling Stone Album Guide | [ 3 ]                 |

Love to Love You Baby је други студијски албум америчке певачице Доне Самер, објављен 1975. године за издавачку кућу Casablanca Records. То је био први међународни релиз певачице, јер је прошли албум објављен само у Холандији. Албум је најпознатији по својој насловној песми, која је ушла у прву десетину листе Billboard Hot 100.

## Списак пјесама
Аутор(и) свих текстова и песама: Ђорђо Мородер и Пит Белот, осим означених. 
| №  | Назив                 | Аутор(и)                 | Трајање |  |
| 1. | Love to Love You Baby | Дона Самер Мородер Белот | 16:48   |  |

| №  | Назив             | Трајање |  |
| 2. | Full of Emptiness | 2:22    |  |
| 3. | Need-a-Man Blues  | 4:30    |  |
| 4. | Whispering Waves  | 4:50    |  |
| 5. | Pandora's Box     | 4:56    |  |
| 6. | Full of Emptiness | 2:20    |  |

## Позиције на листама
| Листа (1976)                   | Највиша позиција |
| ------------------------------ | ---------------- |
| Аустралија (Kent Music Report) | 7                |
| Аустрија (Ö3 Austria)          | 10               |
| Канада (RPM)                   | 16               |
| Немачка (Offizielle Top 100)   | 23               |
| Италија (Musica e dischi)      | 6                |
| Јапан (Oricon)                 | 64               |
| Норвешка (VG-lista)            | 9                |
| Португалија (Musica & Som)     | 3                |
| Шпанија (AFE)                  | 8                |
| Шведска (Sverigetopplistan)    | 7                |
| УК албуми (OCC)                | 16               |
| САД (Billboard 200)            | 11               |